# Hudič iz kravjega jajca in druge mastne zgodbe
Hudič iz kravjega jajca in druge mastne zgodbe je slovenska pravljica, ki jo je napisal pisatelj Marko Kravos, ilustriral pa jo je Klavdij Palčič. Izdala in založila jo je Založba Mladinska knjiga, in sicer leta 1996 v Ljubljani. 

## Vsebina
Hudič kravji
Krava Cika si je zaželela drugačnega življenja, zato se je odpravila v svet. Na svoji poti se je ustavila v gostilni, kjer si je zaželela škaf špagetov in vedro vina. Gostilničar pa ji je postregel s petnajstimi krožniki špagetov in triintridesetimi kozarci črnega vina. Ko se je krava Cika najedla, je pošteno plačala in se odpravila naprej. Sklenila je, da bo menjala poklic, da bo nesla jajca in je ne bodo več molzli. Odpravila se je na tečaj k noju in pavu, saj je želela nesti drugačna jajca. Ko je prišel čas, da zvali prvo jajce, ji je uspelo in znesla je veliko in zeleno goveje jajce. Iz jajca se je izvalil hudiček, ki je rad vsem ponagajal.
Zgodilo se je v vrtu, pa ne črnemu krtu!
Na vrtu so skupaj živeli krompir, paradižnik, melancana, paprika, buča in kumara. Neko jutro sta se sporekla paradižnik in krompir. Paradižnik mu je očital, da vedno skriva svoje igrače in da je preveč čudak. Krompir pa ga je zmerjal s smrduhom. Vsi ostali so uživali v njunem prepiru in so se postavili na stran paradižnika. Proti večeru so se končno umirili, saj je prišel vrtnar in na vrtu vse dobro zalil. Vsi so bili zadovoljni, le krompirja je grizlo, da je preveč umazan. Nekega dne je pobral svoje gomolje in se preselil na bližnjo njivo.
Ko se drevesa našemijo
Nekega večera sta se mama in oče odpravila na vrt. Najstarejši otrok Tjaž je smuknil za njima in presenečeno obstal, ko je na vrtu zagledal kako se je mama spremenila v hruško in oče v oreh. Mama in oče sta mu odgovorila, da sta bila prej samo našemljena v očeta in mamo. Tjaž je stekel v hišo in namesto sestre Tine in malega Mihca, je na kavču našel hruško in debelušen oreh. Spet je stekel na vrt, ter hotel zvedeti od mame in očeta, zakaj niso več ljudje. Odvrnila sta mu, da pač imajo tudi drevesa pusta in sta se našemila v ljudi. Svetovala sta mu, naj se še on našemi v trto. Tega ni hotel, saj je trta ženskega spola. Našemil se je v opico, ter splezal v krošnji očeta in matere in jima kazal jezik.
Kruci
Fant z imenom Čiribiri, se je nekega dne z mostu zagledal v vodo, kjer je videl neko nenavadno stvar. Podobno je bilo večjemu jajcu. Fant ga je ogovoril s »hej!« Vprašal ga je kdo je. Odgovoril mu je, da mu je ime Kruci in da ne ve, kaj bi sploh rad v resnici bil. Fanta je vprašal, kako je biti človek. Fant mu je odvrnil, da pač živi tako, kot drugi hočejo. Kruci je sklenil, da ne bi bil rad človek. Čiribiri mu je svetoval, naj bo lastovka, kos ali pa morda sokol. Tudi s tem se ni strinjal. Svetoval mu je tudi, naj bo slon ali pa riba. Tudi to  mu ni bilo preveč všeč in je želel nekaj takega, kar se lepo sklada z imenom Kruci. Fant mu je svetoval »muci«. Kruciju tudi to ni bilo všeč, saj je muc preveč, rad bi bil nekaj redkega in dragocenega. To bi bil lahko samo diamant, za fanta pa tri kepice sladoleda. Kruci je ugotovil, da bi imel od tega koristi le Čiribiri. Fant se ni več hotel ukvarjati s Krucijem in je šel dalje.
V davni davnini
Nekoč je živelo drugačno ljudstvo. Bile so same ženske, z bakrenimi lasmi, hranile so se z medom in lešniki, prebivale pa so v gnezdih štorkelj ter bile v glavnem nage. Nekoč so s severa pridrveli sovražniki, ki so bili komaj podobni ljudem. Ker so bili podobni bobrom, so dobili ime Bobri ali na kratko Obri. Nekega dne so se spopadli in v spopadu so zmagovali Obri. V znak predaje so naše prednice morale Obrom pripraviti slovesno večerjo. To pa je bila le zvijača, saj so jim v hrano dale neke zeli, s katerimi so omamile Obre. Postali so povsem krotki in pomagali so nabirati sadeže, ter opravljali druga opravila.
Prepirljivi prsti
Nekoč so se sporekli prsti na roki. Najstarejši se je imenoval Pal, ostali pa so bili Kazal, Sredin, Prstan in Mezin. Prstan se je nekoč zaljubil v belo kost in sklenila sta, da se bosta poročila. Kost je prstanu nataknila zlat obroč okrog vratu. Ostali prsti so se mu takoj začeli posmehovati, da je zaljubljenec. Prstan pa jim ni ostal dolžan in je vsakemu posebej povedal kar mu gre. Takrat pa je bilo roki dovolj in jih je pošteno ozmerjala. To je slišal tudi neki človek, ki je vsakemu od prstov pritaknil »ec« na konec. Tako so dobili današnja imena: palec, kazalec, sredinec, prstanec in mezinec.

## Glavni literarni liki
Hudič kravji
Glavni lik zgodbe je krava Cika, ki  si je zaželela modernejšega načina življenja. Namesto, da bi dajala mleko, si je zaželela, da bi nesla jajca, saj bi s tem več zaslužila.
Zgodilo se je v vrtu, pa ne črnemu krtu!
Glavna lika sta krompir in paradižnik, ki sta bila med seboj prepirljiva. Med sabo sta si izmenjala kar nekaj žaljivk, na koncu pa se je krompir umaknil, saj je ugotovil, da ne sodi na vrt, ampak na njivo.
Ko se drevesa našemijo
Glavni lik je deček Tjaž, kateremu ni bilo po volji, da sta se mama in oče našemila v hruško in oreh. Tjaž je bil bister fant in kljub očetovim nasvetom, naj se tudi on spremeni v trto, ga ni hotel poslušati. Raje se je našemil v opico.
Kruci
Glavni lik je jajcu podobna stvar z imenom Kruci. Ni se mogel odločiti, kaj bi rad postal in vse kar mu je svetoval deček Čiribiri, mu ni bilo po volji.
V davni davnini
Glavni lik so ženske, ki so živele v davni davnini. Bile so zelo iznajdljive, saj so se v bran postavile celo sovražnikom Obrom, katere so z zvijačo premagale.
Prepirljivi prsti
Glavni lik je prst Prstan, ki se je sprl z ostalimi prsti. Ker se je poročil, so ga vsi zasmehovali.

## Analiza pravljice
Vse zgodbe iz pravljice Hudič iz kravjega jajca so nerealne, saj v resničnem svetu niso možne. V njih je čutiti veliko domišljije, s katero je pisatelj zgodbam dodal poseben čar.
Hudič kravji
Dogajalni čas ni točno določen. Edini znani dogajalni prostor je gostilna, za ostale dogodke v zgodbi pa se točno ne ve, kje se dogajajo. Glavna oseba zgodbe je krava Cika. Zgodba je precej nenavadna in izmišljena, saj so v zgodbi opisani dogodki, ki niso možni, saj krava ne more nesti jajca. Pripovedovalec je v tretji osebi.
Zgodilo se je v vrtu, pa ne črnemu krtu!
Kraj dogajanja zgodbe je vrt, kjer domujejo krompir, paradižnik, melancana, paprika, buča in kumara. Sklepati je, da je čas dogajanja poletje, saj v zgodbi navaja, da so bile povrtnine sitne zaradi hude pripeke in ker jih je žejalo. Glavni lik sta bila paradižnik in krompir, ki sta sprožila spor med ostalimi povrtninami..Tudi tu je pripovedovalec tretja oseba.
Ko se drevesa našemijo
Dogajalni čas je pozno zvečer, ko je bila zunaj že trda noč. Dogajalni prostor je vrt pred hišo. Glavna oseba je deček Tjaž, ki nasprotuje mamini in očetovi odločitvi, da sta postala drevesi. Pripovedovalec je tretjeosebni. 
Kruci
Dogajalni čas ni točno določen. Dogajalni prostor poteka na mostu. Glavna lika sta Kruci ter deček Čiribiri. Pripovedovalec je deček Čiribiri.
V davni davnini
Dogajalni čas je pradavnina. Dogajalni prostor ni točno določen. Glavni liki so ženske, ki  so z zvijačo podredile sovražnike Obre. Pripovedovalec je tretjeosebni.
Prepirljivi prsti
Dogajalni čas in prostor nista točno določena. Glavni liki so prsti na rokah, ki se med sabo sporečejo zaradi Prstana, ki se je poročil z belo kostjo. Pripovedovalec je ravno tako v tretji osebi.